# スピン注入メモリ
スピン注入メモリ(スピンちゅうにゅうメモリ、英: Spin Transfer Torque Random Access Memory)は、スピントロニクスを利用し、TMR効果を動作原理とする不揮発性メモリであり、STT-RAMまたはST-MRAMとも呼ばれる。
なお、従来のGMR効果を原理とする方式は特にMRAMとして区別されている。

## 構造と原理
スピン注入メモリのメモリセルの構造はMRAMと似ているが、メモリセルの書き換えには外部磁気ではなく素子に流れる電子の流れそのもの（電流）を用いる。硬磁性体（参照層）- 非磁性の薄い絶縁体 - 軟磁性体（自由層または記録層）とサンドイッチ構造にしたハーフメタル磁気トンネル接合素子（MTJ素子）を流れる電子のスピン方向が、硬磁性体の磁化方向と同じ向きに電子のスピン方向が揃えられて通過させられることを利用し、障壁層を挟んだ先にある軟磁性体の記録層（自由層）との間にスピン注入磁化反転を起こさせ、参照層と同じ向きに磁化を反転させる。逆に参照層から記録層へ電子の流れを起こせば、参照層の磁化方向と同じスピンの電子だけ通過するだけでなく、反対方向のスピンを持った電子が参照層から散乱反射を受けて記録層を参照層とは逆向きに磁化させる。逆向きスピンの電子が起こす相互作用は同じ向きのそれよりも2倍あるため、ある程度の電流密度があれば、記憶層から参照層への電子を流すことで記憶層の磁化を参照層と逆にすることができる。
MJT素子への電子流の向きにより記録された磁気の向きは、トンネル磁気抵抗効果の大小によるトンネル電流の大小となって現れる。記憶層の磁化を破壊しない微弱電流を流すことにより、素子に現れる電圧の大小となって磁化の向きを読み取ることができ、メモリセルの役割が完結する。
メモリセルの構造
- - MTJ素子の原理

MJT素子の磁化方向は図に示したような絶縁層の面に対し記録層の磁化方向が水平となる水平磁気記録方式と、磁化方向が垂直な垂直磁気記録方式とが存在し、磁化反転に必要なエネルギー（書き込み電流）の点で、微細化の面でも垂直磁気記録方式のほうが有利である。

## 実用
STT-RAMは、MRAMと比較して大容量化に有利であり、近年は研究・開発が盛んになっている。既に、DRAMと同様に数nsという高速アクセスが実現されており、小容量ながらもDRAM互換の製品が出回り始めている。